# Gossersweiler
Gossersweiler ist mit rund 850 Einwohnern der größere Ortsteil der im rheinland-pfälzischen Landkreis Südliche Weinstraße liegenden Gemeinde Gossersweiler-Stein.

## Lage
Der Ort liegt im nordwestlichen Gemeindegebiet mitten im Wasgau, wie der Südteil des Pfälzerwaldes auch genannt wird. Der Ort ist in eine Verebnungsfläche und ein breites Tal, das sogenannte Gossersweiler Tal, eingebettet. Die Gesteinsschichten bestehen aus feinkörnigen Sandsteinen. Am Ostrand des Siedlungsgebiets des Ortes entspringt der Kaiserbach. Westsüdwestlich des Ortes erstreckt sich der 459,1 m ü. NHN hohe Rötzenberg. An der Gemarkungsgrenze zu Dimbach und Schwanheim liegt der 418,1 m ü. NHN hohe Dimberg; der an seiner Südostflanke befindliche Dimbergfelsen ist als Naturdenkmal eingestuft, genau wie die Isselmannsteine auf dem nördlichen Rücken des Rötzenbergs und der Rötzenfels an dessen Südflanke.

## Geschichte
Bis zum Ende des 18. Jahrhunderts gehörte der Ort zum Unteramt Landeck, das sich im gemeinschaftlichen Besitz der Kurpfalz und des Hochstift Speyer befand. Von 1798 bis 1814, als die Pfalz Teil der Französischen Republik (bis 1804) und anschließend Teil des Napoleonischen Kaiserreichs war, war Gossersweiler in den Kanton Annweiler eingegliedert und unterstand der Mairie Schwanheim. 1815 hatte der Ort insgesamt 456 Einwohner. Von 1818 bis 1862 war der Ort Bestandteil des Landkommissariat Bergzabern, das anschließend in ein Bezirksamt umgewandelt wurde. Im Zuge des Pfälzischen Aufstandes wurde Gossersweiler im Juni 1849 außerdem von seinen Nachbarorten überfallen, was schließlich zur Anklag-Akte beitrug.
1928 hatte Goßersweiler – so die damalige Schreibweise – 545 Einwohner, die in 122 Wohngebäuden lebten. Die Katholiken hatten zu dem Zeitpunkt eine eigene Pfarrei vor Ort, während die Protestanten seinerzeit zu derjenigen von Annweiler gehörten. 1939 wurde der Ort in den Landkreis Bergzabern eingegliedert. Nach dem Zweiten Weltkrieg wurde Gossersweiler innerhalb der französischen Besatzungszone Teil des damals neu gebildeten Landes Rheinland-Pfalz. Im Zuge der ersten rheinland-pfälzischen Verwaltungsreform wechselte er zusammen mit dessen meisten Gemeinden in den neu geschaffenen Landkreis Landau-Bad-Bergzabern, der 1978 in Landkreis Südliche Weinstraße umbenannt wurde. Ein Jahr später, am 1. März 1970, wurde Gossersweiler zusammen mit dem Nachbarort Stein zur neuen Gemeinde Gossersweiler-Stein zusammengelegt.

## Infrastruktur
Mit der Katholische Pfarrkirche St. Cyriakus, der Katholischen St. Georgskapelle sowie einem Wegekreuz stehen vor Ort insgesamt drei Objekte unter Denkmalschutz. Östlich des Siedlungsgebietes befindet sich außerdem ein Gewerbegebiet. Die Buslinie 531 des Verkehrsverbundes Rhein-Neckar verbindet den Ort mit Landau in der Pfalz und Annweiler am Trifels. Mit dem SV Gossersweiler-Stein existiert vor Ort zudem ein Fußballverein.

## Persönlichkeiten
- Johann Ludwig Schäffgen (1695–1758), zeitweise Pfarrer vor Ort